# Monetăria Statului
Monetăria Statului is het nationale munthuis van Roemenië in Boekarest. De Munt werd opgericht in 1870 en is een autonome instelling van de Roemeense nationale bank. De Roemeense Munt heeft het alleenrecht om de munten te slaan van de Roemeense leu.